# 廣中雅志
廣中雅志（日语：／ Masashi Hironaka；1957年12月27日—）為日本男性聲優、敘述者。生於東京都澀谷區，目前隸屬於青二製作。

## 簡歷
畢業於日本大學藝術學部電影學科。曾爲東京放送兒童劇団、高橋三千綱事務所所属。

## 人物
- 主要以擔任电视綜藝節目的敘述者（日语：ナレーター）活躍[6]。特別的是，廣中雅志曾爲日本電視台的諸多特別節目擔任旁白。

- 自己非常喜歡OVA《銀河英雄傳説（日语：銀河英雄伝説 (アニメ)）》中的齐格飞·吉尔菲艾斯一角，并且很重視這一角色，認爲這是自己的代表作。甚至曾説「倘若我可以再次爲該角色配音，那麽我將會放棄自己所有的工作」。同爲主役的堀川亮曾在《銀河英雄傳説》的一次采訪中表示：「（在這些主役當中）最年少的就是我和廣中了」[7]。除此之外，廣中亦以收集迪士尼電影院的商品為樂趣[5]。

## 外部鏈接
- 青二事務所個人簡介
- 廣中雅志粉絲專頁 （页面存档备份，存于）
- 廣中雅志個人簡介、圖像、寫真 - WEB電視 （页面存档备份，存于）
- 廣中雅志解説 - goo傳記事典 （页面存档备份，存于）
- 廣中雅志 - KINENOTE
- 廣中雅志 - Oricon
- 廣中雅志 - allcinema
- 廣中雅志在互联网电影资料库（IMDb）上的資料（英文）